# チャンドラセカール限界
チャンドラセカール限界（チャンドラセカールげんかい、英: Chandrasekhar Limit）またはチャンドラセカール限界質量とは、縮退した絶対零度の電子の圧力により支えられる白色矮星の質量の上限値である。1930年代にこの限界を提唱した英領インド出身の物理学者スブラマニアン・チャンドラセカールの名前に由来する。白色矮星と恒星の連星系において、恒星からの降着でガスを獲得した白色矮星の質量がこの限界を超えるとIa型超新星爆発に至るとされる。

## 概説
白色矮星は、自らの質量による重力で収縮しようとする力と、構成物質の電子の縮退圧とが釣り合ってその大きさを保っている。ところが、ある程度以上に天体質量が大きいと、天体としての構造を縮退圧では支えきれないため、白色矮星としては存在し得なくなる。チャンドラセカールは、その限界質量について1931年から1935年に掛けて以下の式を導き出し、その結果から太陽の1.26倍以上の質量を持った白色矮星は存在しないと結論付けた。
{\displaystyle M={\frac {5.87}{\mu ^{2}}}M_{\text{☉}}}
上式で、M が白色矮星の質量、M☉ が太陽質量である。μ は原子核の核子の数をその原子の電子数で割った値（電子1個当たりの核子数）である。ここで μ の値として、恒星で主に合成される原子核の中で最も安定な原子核である鉄の同位体の鉄56の原子核の核子の数56と、その鉄原子の電子数26を与えると
{\displaystyle M={\frac {5.87}{\mu _{\text{Fe}}^{2}}}M_{\text{☉}}={\frac {5.87}{(56/26)^{2}}}M_{\text{☉}}\approx 1.26M_{\text{☉}}}
となる。チャンドラセカールは、この先駆的な研究が評価されて1983年にノーベル物理学賞を受賞している。
電子の平均分子量を2、白色矮星内部の温度をゼロと仮定したとき、チャンドラセカール限界質量は太陽質量の1.46倍程度となるが、実際の白色矮星はガスが圧縮されて熱を持っているため、この質量に到達する前のおよそ1.38M☉で核融合反応が始まってIa型超新星として爆発するものと考えられている。

## Ia型超新星
Ia型超新星は、連星をなす白色矮星が伴星からのガス吸収により質量がチャンドラセカール限界を越えたために水素の核融合反応が暴走し超新星となったものである。よって質量は一定となり光度も等しくなると考えられ、見かけ上の明るさから距離を割り出せるため標準光源として利用されている。
しかしながら、SN 2003fg、SN 2006gz、SN 2007if、SN 2009dcのように、明るすぎる特異なIa型超新星も複数見つかっており、如何なるメカニズムで白色矮星がチャンドラセカール限界を超える質量を持てるのかについては未だ十分に解明されていない。超高速の自転による遠心力に因って重力が減じられているとする説、強力な磁場で支えられているとする説などがある。